# Chatbot

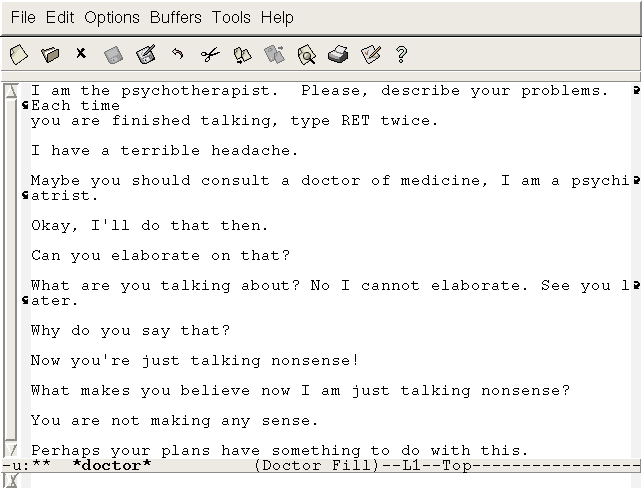
Captura de ecrã do programa ELIZA a conversar com um interlocutor humano em Emacs.

Chatbot (em português, "robô de conversa"; originalmente chatterbot) é um programa de computador que tenta simular um ser humano na conversação com as pessoas. O objetivo é responder as perguntas de tal forma que as pessoas tenham a impressão de estar conversando com outra pessoa e não com um programa de computador. Após o envio de perguntas em linguagem natural, o programa consulta uma base de conhecimento e em seguida fornece uma resposta que tenta imitar o comportamento humano.

## Origem do termo
O termo chatterbot surgiu da junção das palavras chatter (a pessoa que conversa) e da palavra bot (abreviatura de robot), ou seja, um robô (em forma de software) que conversa com as pessoas.
A palavra foi inventada por Michael Mauldin (Criador do primeiro Verbot, Julia) em 1994, para descrever estes robôs de conversação na Twelfth National Conference on Artificial Intelligence.

## Chatbotsem aplicativos de mensagens
Durante a F8, conferência do Facebook voltada para desenvolvedores, a rede social anunciou o lançamento da sua loja de robôs. A empresa oferecia aos desenvolvedores acesso a mecanismos avançados de linguagem natural, permitindo a criação de robôs que podem continuar a aprender com o passar do tempo. O Facebook ainda tem a vantagem de ter uma base rica em dados, que permite que os desenvolvedores criem robôs muito personalizados. O lançamento incluiu alguns robôs em páginas de parceiros, como a CNN, HP e Wall Street Journal.[carece de fontes?]
Os chatbots estão se tornando uma tendência por conta de uma convergência de três coisas: primeiramente, a penetração de aparelhos móveis; depois, o crescimento do uso de aplicativos de mensagens; e, por último, os recentes e rápidos avanços no desenvolvimento de inteligência artificial, que permite que esses robôs para chats possam ser mais detalhistas e parecerem mais humanos.
Em Agosto de 2016 o WhatsApp, maior aplicativo de mensagens do mundo, alterou o seus termos de serviço para incluir chatbots na sua plataforma. Na nova versão está escrito que usuários poderão receber notificações de empresas sobre compras, reservas, atualizações de produtos e mensagens de marketing. Em 2017, o WhatsApp em parceria com algumas empresas, inclusive brasileiras, começou a testar o envio de mensagens para usuários finais.
Além do Facebook e WhatsApp, os chatbots podem ser publicados em diversos aplicativos de mensagens como Telegram, Skype, Wechat, Webchat, Microsoft Teams, Slack e muitos outros serviços de mensageiria, incluindo o e-mail.

## Funcionamento
Basicamente, os chatbots funcionam a partir de regras e (às vezes) com inteligência artificial. No primeiro caso, são parametrizadas palavras-chave e fluxos de navegação bem definidos. Já no segundo, ainda raro, há um ganho de “aprendizado” com o tempo, ou seja, quanto mais utilizados, mais inteligentes ficam os chatbots baseados nessa tecnologia.
Um dos grandes benefícios dos chatbots é que eles facilitam as interações, especialmente quando elas são repetitivas, como é o caso das redes sociais. Neles, é possível parametrizar respostas automáticas para determinadas perguntas ou afirmações que os internautas fazem.
De acordo com a revista Forbes, dezenas de empresas já estão usando chatbots tanto para interagir com seus clientes quanto para receber pagamentos. Receber pagamentos on- line, aliás, é outra funcionalidade possível de ser executada por web robots. Eles conhecem o histórico dos usuários e podem facilitar na hora de oferecer condições de fechamento da compra, produtos complementares, entre outras funções que ajudam a melhorar a experiência e a potencializar as vendas. Entre as empresas que já fazem uso de chatbots destacam -se bancos e grandes sites de notícia. O Washington Post, por exemplo, já possui um bot em aperfeiçoamento capaz de personalizar notícias para seus leitores sem que eles precisem baixar um aplicativo. Segundo o portal Digiday, a ideia é que o bot possa dialogar com os internautas e pesquisar com rapidez para entregar informações, “agindo como um repórter”.

## Plataformas para criação dechatbots
Plataformas são sistemas computacionais, geralmente fornecidos no modelo de computação na nuvem (cloud computing) e surgiram para auxiliar pessoas sem ter a necessidade de saber programar ou complexidade de construir uma robusta infraestrutura. A grande vantagem das plataformas está nos diversos serviços oferecidos em conjunto, na prática uma plataforma pode ser considerada uma série de serviços ou sistemas que podem funcionar em conjunto ou separados, todos compartilhando um série de pré-configurações nativas.
Um dos precursores da tecnologia em nuvem foi a IBM com o lançamento do Watson em 2003. Ele recebeu este nome em homenagem ao fundador da IBM, o empresário norte-americano Thomas Watson. Após a IBM, os demais grandes jogadores da indústria de tecnologia passaram a investir fortemente em serviços cognitivos, como a Microsoft com o lançamento do LUIS, a Amazon com o Alexa e o Google com o Google Cloud Natural Language.

## Fator Econômico
No cenário global, as empresas se preocupam em atingir todos públicos, e o chatbot tem uma grande importância nesse processo, porque eles conseguem fidelizar os clientes, informando-os sobre os mais diversos assuntos. Outra de suas vantagens, que é o que o torna extremamente competitivo é a sua alta disponibilidade para atender o cliente, uma vez funcionam 24/7 com uma quantidade pré-definida de recursos. 